# Plaza Sucre (metro de Caracas)
Plaza Sucre es una estación del Metro de Caracas, perteneciente a la Línea 1, inaugurada el 2 de enero de 1983 junto a la línea. Además aquí sucedió el primer choque de trenes el 30 de julio de 2007.